# Dialectes hongrois de Moldavie
Les dialectes hongrois de Moldavie, en Roumanie, forment une région dialectale qui s’étend sur les comtés (ou départements) de Bákó/Bacău, Német/Neamț, Jászvar/Iași et Milkó/Milcov, et comprend trois groupes de dialectes : csángó du nord, csángó du sud et sicule moldave. Les dialectes du nord sont plus archaïques que les autres, conservant des éléments de la langue du Moyen Âge. Les deux autres groupes sont proches des dialectes sicules de Háromszék/Trei scaune (ou Covasna) et de Csíkszék/Ciuc (aujourd’hui Harghita).
Le phonétisme de cette région présente des ressemblances avec celui d’autres régions, par exemple le [e] bref, comme dans plusieurs autres régions, ou le passage de [o] à [ɒ], comme dans les parlers archaïques de la plaine transylvaine (Mezőség/Câmpia ardeleană). On y trouve également la réalisation [β] de /v/, mais en position intervocalique aussi : nem βot vs. nem volt « il/elle n’a pas été », kicsi βultál vs. kicsi voltál « tu étais petit(e) ». Dans le groupe du nord, [t͡ʃ] remplace [c], [d͡ʒ] – [ɟ] et [ε] – [ø] non accentué, comme dans les îlots dialectaux archaïques de la plaine transylvaine (Mezőség/Câmpia ardeleană). Le passage de [ɒ] à [o], comme dans les dialectes sicules y est présent également. Il y a aussi des traits phonétiques spécifiques pour les dialectes de Moldavie :
| Phénomène                                                         | Région de Moldavie | Hongrois standard | Traduction                   |
| ----------------------------------------------------------------- | ------------------ | ----------------- | ---------------------------- |
| consonne proche de [s] au lieu de [ʃ] dans le nord                | lásszuk            | lássuk            | voyons-le/la/les             |
| allongement des consonnes finales                                 | rákk               | rák               | écrevisse                    |
| métathèse                                                         | feteke             | fekete            | noir(e)                      |
| hiatus au lieu de [v]                                             | hüessz             | hűvös             | frais/fraîche [non chaud(e)] |
| agglutination de l’article défini az au mot suivant et chute de a | zember             | az ember          | l’homme                      |

En morphologie, il convient de mentionner une série d’archaïsmes, surtout dans le domaine du verbe:
- u final de racine au lieu de v pour certains verbes: hiu vs. hív « il/elle appelle » ;
- absence de l’alternance racine complète ~ incomplète pour certains verbes : aluszik, alugyam vs. alszik ~ aludjam « il/elle dort, que je dorme » ;
- absence du suffixe -ik de la 3e personne du singulier de l’indicatif présent dans des verbes qui ont ce suffixe dans le standard : es vs. esik « il/elle tombe », foly vs. folyik « il/elle coule », mász vs. mászik « il/elle rampe » ;
- absence de j à la 1re personne du pluriel de l’indicatif présent, conjugaison objective : váruk vs. várjuk « nous l’/les attendons » ;
- différence de suffixe personnel à la 1re personne du pluriel du conditionnel présent : várnuk vs. várnánk « nous attendrions », őrölnük vs. őrölnénk « nous moudrions » ;
- plusieurs formes de passé à l’indicatif, comme dans les dialectes sicules, par rapport à une seule dans le standard: láta « il/elle vit » (valeurs du passé simple), ettem vala « j’ai mangé » (valeur du passé composé), ettem vót « j’avais mangé » (valeur du plus-que-parfait) vs. láttam, ettem ;
- une forme de passé spécifique à l’indicatif, 3e personne du singulier, conjugaison objective : ittand vs. itta « il/elle le/la/les buvait », ettend vs. ette « il/elle le/la/les mangeait ».

Quelques particularités syntaxiques :
| Phénomène                                      | Dialectes csangós du nord | Hongrois standard           | Traduction                             |
| ---------------------------------------------- | ------------------------- | --------------------------- | -------------------------------------- |
| omission du verbe « être »                     | Arra a kecke a heden.     | Arra van a kecske a hegyen. | La chèvre est par là, sur la colline.  |
| omission de l’article défini dans certains cas | Feredik a búza napba.     | Fürdik a búza a napban.     | Les blés se baignent dans le soleil.   |
| l’indicatif au lieu du conditionnel            | Mintha úszik búzába.      | Mintha úszna a búzában.     | Comme s’il/elle nageait dans les blés. |

Le lexique de Moldavie se caractérise par l’absence des mots entrés dans la langue hongroise à l’époque de « renouveau de la langue » (XIXe siècle), par la présence de beaucoup de mots formés sur le terrain des dialectes et par de nombreux emprunts au roumain. Ce lexique est difficilement compris par les autres locuteurs de hongrois, même s’ils connaissent le roumain, parce qu’il contient beaucoup d’archaïsmes hongrois en général, mais aussi des mots dialectaux spécifiques :
| Dialectes csángós | Hongrois standard | Traduction    |
| ----------------- | ----------------- | ------------- |
| cenk              | kutyakölyök       | chiot         |
| csán              | csinál            | il/elle fait  |
| csukmony          | tojás             | œuf           |
| filyesz           | nyúl              | lièvre        |
| hi͜év              | forró             | brûlant(e)    |
| szi͜érik           | fáj               | cela fait mal |
| szebessz          | savanyú           | aigre         |
| szültü            | furulya           | flûte         |

Le lexique de Moldavie, notamment celui des dialectes du nord, est le plus fortement influencé par le roumain, les mots empruntés appartenant aux domaines les plus divers : Exemples :
| Dialectes csángós | Roumain  | Hongrois standard | Traduction                      |
| ----------------- | -------- | ----------------- | ------------------------------- |
| bosztán           | bostan   | tök               | citrouille                      |
| dálta             | daltă    | véső              | ciseau                          |
| frikosz           | fricos   | félős             | peureux                         |
| kálendár          | calendar | naptár            | calendrier                      |
| kozonák           | cozonac  | kalács            | brioche                         |
| kozsok            | cojoc    | bunda             | pelisse                         |
| kumnáta           | cumnată  | sógornő           | belle-sœur (sœur de l’époux/se) |
| kurka             | curcă    | pulyka            | dinde                           |
| odáje             | odaie    | szoba             | chambre                         |
| sztomák           | stomac   | gyomor            | estomac                         |

Un autre trait lexical spécifique est l’abondance des suffixes diminutifs, certains propres aux dialectes de Moldavie. De plus, leur utilisation est fréquente, ces suffixes s’appliquant non seulement à des noms (désignant des personnes, des animaux ou encore des objets), mais également à des adjectifs et adverbes. Exemples : lányikó vs. lányka « fillette », botóka vs. botocska « petit bâton », hosszukó (sans équivalent en hongrois standard ni en français) « long », könnyüd (sans équivalent en hongrois standard ni en français) « léger ». Le suffixe diminutif -ka/-ke est même devenu la marque du féminin pour les ethnonymes, alors qu’en hongrois standard on ajoute le mot signifiant « femme » ou « fille » pour l’exprimer : magyarka vs. magyar nő « Hongroise ».

## Sources bibliographiques
- (hu) Antalné-Szabó, Ágnes et Raátz, Judit, Magyar nyelv és kommunikáció 10 (Langue hongroise et communication 10), Nemzedékek Tudása Tankönyvkiadó, 2011,  (ISBN 9789631969580), p. 106-113, chapitre A nyelvjárások (Les dialectes) (consulté le 17 mai 2015).
- (en) Juhász, Dezső, The types and main characteristics of the Hungarian dialects of Moldavia, Peti, Lehel et Táncos, Vilmos (dir.) Language Use, Attitudes, Strategies. Linguistic Identity and Ethnicity in the Moldavian Csángó Villages (Usage de la langue, attitudes, stratégies. Identité linguistique et ethnicité dans les villages csángós de Moldavie), Cluj-Napoca, Editura Institutului pentru Studierea Problemelor Minorităților Naționale, 2012, p. 97-109,  (ISBN 978-606-8377-01-8) (consulté le 17 mai 2015).
- (hu) Kiss, Jenő, Nyelvjárások, regionális nyelvváltozatok (Dialectes, variétés linguistiques régionales), Kiefer, Ferenc (dir.), Magyar nyelv (La langue hongroise), Budapest, Akadémiai Kiadó, 2006, p. 517-548.
- (hu) Piro, Krisztina, A moldvai csángó nyelvjárásról (Sur le dialecte csángó de Moldavie) (chemin : page principale → Tanulmány → A moldvai csángó nyelvjárásról és az északi csángó archaikus imák szókészletéről) (consulté le 17 mai 2015).